# فاجيرالونغكورن
ماها فاجيرالونغكورن (بالتايلندية: มหาวชิราลงกรณ)‏ (بالتايلندية: สมเด็จพระเจ้าอยู่หัวมหาวชิราลงกรณ บดินทรเทพยวรางกูร)‏، هو ملك تايلاند الحالي، وهو الابن الوحيد لملك تايلاند الأسبق بوميبول والملكة سيريكيت بجانب ثلاثة بنات. تخرج في الكلية العسكرية الملكية في كانبيرا بأستراليا، وعمل ضابطا في الجيش التايلاندي، وتدرب مع القوات البريطانية والإسترالية والأمريكية، وهو طيار عسكري مؤهل وطيار مروحية. وأدى عمليات قتالية ضد الفيتناميين عبر توغل عسكري في الحدود الكمبودية التايلاندية.
فاجيرالونغكورن هو ملك تايلاند. في عام 1972، نصّبه والده وليًا للعهد في عام 1972، وكان عمره حينها 20 عامًا. كان من المفترض أن يتبوأ عرش تايلاند بعد وفاة والده في 13 أكتوبر عام 2016، لكنّه طلب قضاء بعض الوقت للحداد على وفاة والده قبل استلام منصب الملك.
قبل فاجيرالونغكورن عرش تايلاند في ليلة الأول من ديسمبر عام 2016، وجرت مراسم تتويجه بين 4 و 6 مايو من عام 2019، ومع ذلك، أعلنت الحكومة التايلندية موعد بدء عهده في 13 أكتوبر عام 2016 عقب وفاة والده. فاجيرالونغكورن هو الملك العاشر من سلالة تشاكري الحاكمة، ويتخذ من اسم راما العاشر لقبًا له. أصبح فاجيرالونغكورن أكبر ملك تايلانديّ يتبوأ العرش، وكان عمره حينها 64 عامًا.
يُعدّ فاجيرالونغكورن أغنى ملك في العالم، ويتراوح صافي رأس ماله بين 30 مليار و 70 مليار دولار أمريكي.

## النشأة وتعليمه
وُلد فاجيرالونغكورن في 28 يوليو عام 1952، في الساعة 5:45 مساءً، في صالة ساتان السكنية ضمن قصر دوسيت في بانكوك. عندما بلغ سنّه الأولى، منحه البطريرك الأعلى الثالث عشر لتايلاند، من عصر مملكة راتاناكوسين، اسمه الأول بعد ميلاده. هو الابن الوحيد، والثاني من أصل 4 أطفال، للملك بوميبول أدولياديج والملكة سيريكيت.
بدأ فاجيرالونغكورن تعليمه في عام 1956، فأُدخل روضة الأطفال في مدرسة تشيترالادا ضمن قصر دوسيت. أُرسل بعد أن أنهى الصف السابع إلى عدة مدارس مستقلة في المملكة المتحدة، أولها مدرسة تحضيرية في كينغز ميد ضمن بلدة سيفورد بمقاطعة ساسكس، ثم إلى مدرسة ميلفيلد في سومرست حيث أنهى تعليمه الثانوي في يوليو عام 1970. شارك فاجيرالونغكورن في دورة تدريب عسكري في مدرسة الملك بالعاصمة الأسترالية سيدني، وذلك في شهر أغسطس عام 1970.
درس الأمير في الكلية العسكرية الملكية دانترون بمدينة كانبرا الأسترالية في عام 1972. انقسمت دراسته في دانترون إلى جزئين، الأول تدريب عسكري على يد الجيش الأسترالي، والثاني مساق دراسي ينتهي بدرجة بكالوريوس برعاية جامعة نيو ساوث ويلز. تخرّج فاجيرالونغكورن في عام 1976 حاملًا رتبة عسكرية ودرجةً جامعية في الفنون العلوم الإنسانية.
حصل في عام 1982 على درجة بكالوريوس أخرى في الحقوق، ورتبةٍ فخرية من الدرجة الثانية منحته إياها جامعة سوكوتاي تاماثيرات.

الأمير فاجيرالونغكورن برفقة والده الملك بوميبول في عام 1961.

## ولاية العهد والاهتمام الاجتماعي
نُصّب فاجيرالونغكورن وليًا للعهد في 28 ديسمبر عام 1972، في الساعة 12:23 في قاعة عشر أنانتا ساماخوم، فأصبح وليّ العهد الثالث لسلالة تشاكري. جاء ما يلي في الأمر الملكي الذي اقتضى استحداث لقب سمو ولي العهد ماها فاجيرالونغكورن:
وفق ما تقتضيه أحكام القوانين الملكية للبلاد، يتكرّم الملك بمنح لقبه إلى ولي العهد بعد نضوجه لاعتلاء العرش، معطيًا إياه لقب سومديت برا يوفارات مونكوتراتشاكومان. إبان ذلك، يعلن كافة المواطنين، من بينهم مواطنو الأمة في كافة أنحاء العالم، عن قبولهم اعتلاء سمو ولي العهد لعرش المملكة. يقتضي الإعلان عن منصب وليّ العرش إقامةَ احتفال كاتي الملكي التقليدي الذي يشارك فيه كافة المواطنين والزعماء من مختلف الأطراف. وفق ذلك، أقرّ سيادة الملك بوميبول تقليد ولي العهد فاجيرالونغكورن منصبَ صاحب السمو الملكي ولي العهد الأمير ماها فاجيرالونغكورن، وفقًا للاسم الإكليروسي الذي مُنح له عند الولادة.
استلم فاجيرالونغكورن مهامه الملكية عندما كان يؤدي الخدمة العسكرية في القوات المسلحة التايلاندية، فكان يجري جولات إقليمية متكررة، ويمثّل الملك بوميبول في العديد من الاحتفالات والمناسبات الرسمية قبل تولّيه عرش تايلاند.

### فترة حياة الرهبنة القصيرة
في 6 نوفمبر عام 1978، فُرض على الأمير قضاء فترة في معبد وات برا كايو (معبد بودا الزمردي)، فأصبح راهبًا في سنّ الـ26. تقتضي العادة الملكية بقاء الأمير في معبد وات بوان نيويت ويهان، وحمل حينها لقب «فاجيرالونغكورنو» الرهباني.

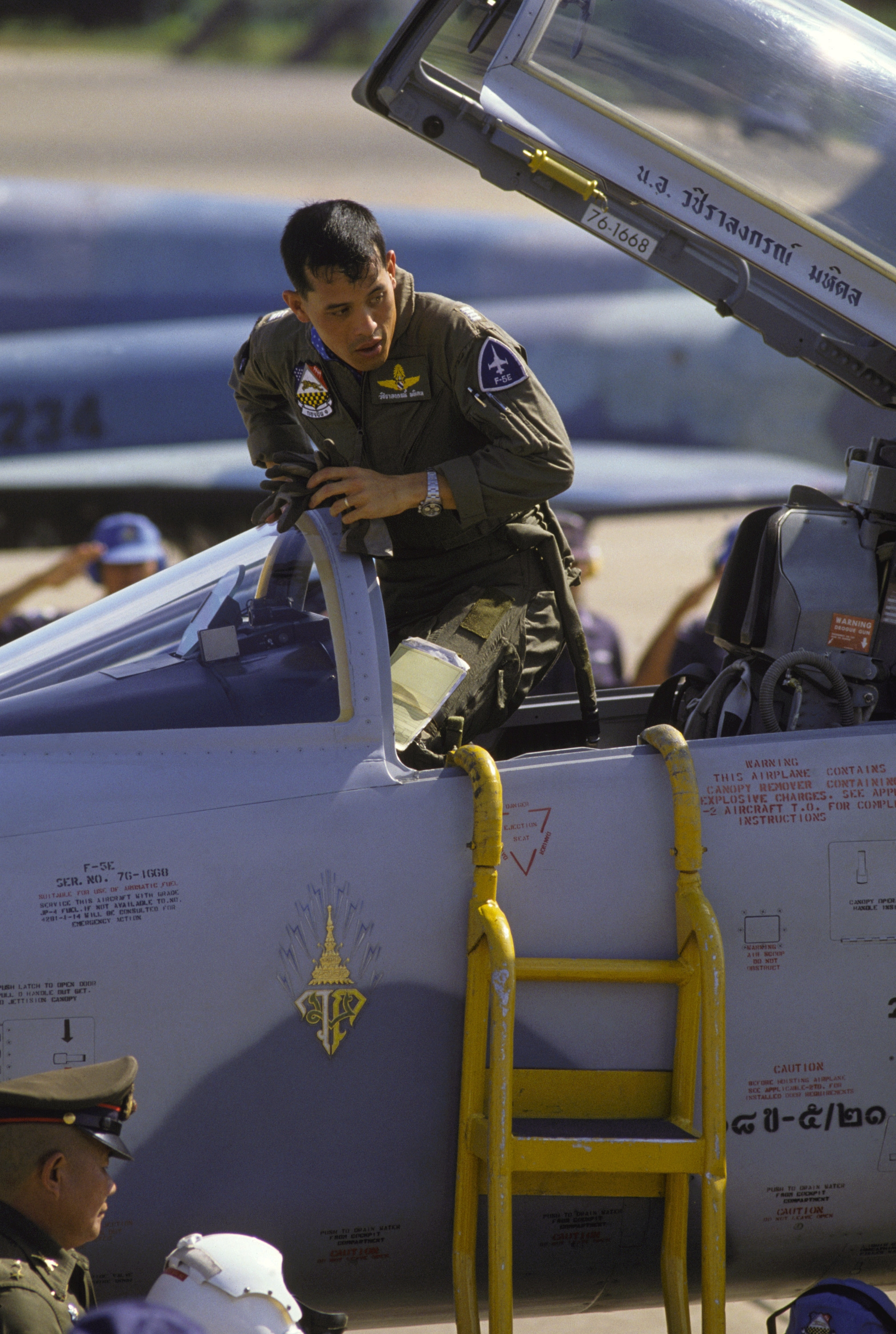
فاجيرالونغكورن يتسلّق قمرّة الطائرة إف-5 إي تايغر 2.

### تدريبه ومسيرته العسكريين
نائب وزير الدفاع الأمريكي بول ولفويتز (يمين) يرافق ولي العهد ماها فاجيرالونغكورن في مأدبة شرف ضمن مبنى وزارة الدفاع الأمريكية، في 12 يونيو من عام 2003.
خدم فاجيرالونغكورن في الجيش الملكي التايلاندي برتبة ضابط، فشغل منصب ضابط أركان الحرب في مديرية استخبارات الجيش، ودرس في كلية القيادة والأركان العامة في عام 1977. تلقى فاجيرالونغكورن تدريبًا عسكريًا إبان فترات متقطعة من الخدمات العسكرية لدول مثل الولايات المتحدة وبريطانيا وأستراليا، ودرس أساليب الحرب غير التقليدية والملاحة المتقدمة. فاجيرالونغكورن طيارٌ يتمتّع بأهلية قيادة الطائرة ثابتة الجناحين والمروحية (هليوكبتر).
يحمل فاجيرالونغكورن رتبة مشيرٍ في الجيش الملكي التايلاندي، وأميرال الأسطول في القوات البحرية الملكية التايلاندية، ومشير في القوات الجوية الملكية التايلندية. يُعد الملك طيارًا مهيئًا لقيادة طائرات نورثروب إف-5  وإف-16 وبوينغ 737-400. أصبح دوره العسكري مجرد دورٍ فخري في السنوات الأخيرة. اتخذ فاجيرالونغكورن دورًا بارزًا في الاحتفالات الملكية والظهور أمام العامة عندما أصبح والده طاعنًا في السن. افتتح فاجيرالونغكورن رسميًا دورة ألعاب جنوب آسيا لعام 2007 التي عُقدت في مدينة ناخون راتشاسيما. وقع هذا الحدث بعد يومٍ واحد من الذكرى الثمانين لميلاد والده.

### الرعاية الصحية والطبية
أسس فاجيرالونغكورن «مستشفيات ولي العهد»، وحصل على التمويل من تبرعات العامة لتكون هذه المستشفيات مراكزًا صحية وطبية تخدم الناس الذين يعيشون في المناطق النائية. شُيّدت مستشفيات ولي العهد في 21 موفعًا بحلول عام 1977، وأصبحت مستشفيات مجتمعية كبيرة تقدّم خدماتها لعموم الشعب وفق المعايير الدولية في عام 2011.

### التنمية الزراعية
كان فاجيرالونغكورن مهتمًا بالتنمية الزراعية، فأعلن عن قبول «مشروع العيادة الزراعية المتنقلة» تحت رعايته. يوفر المشروع خدمات فورية للمزارعين سعيًا لتحسين كفاءة الإنتاج الزراعي وحلّ مشكلات المزارعين. يوفر المشروع خبراءً في مختلف المجالات الزراعية المتنوعة، فيقدّم هؤلاء نصائحًا للمزارعين حول النباتات والماشية ومصايد الأسماك وتنمية الأرض. يقدّم المشروع أيضًا اقتراحات حول مواجهة مشكلات الزراعة، وتطبيق التقنية الزراعية لزيادة الإنتاج وتحسين جودة المنتجات الزراعية.
تستطيع فرق العيادة الزراعية المتنقلة التحرّك بسرعة والوصول إلى مختلف الأماكن التي تحتاج إلى المساعدة. عملت الفرق بانتظام، وكانت جاهزة لتقديم الخدمات التقنية ونقل التكنولوجيا، فحثّ هذا المشروع على زيادة وعي المزارعين بالتطور الزراعي والتقنيات الجديدة.
في المراحل الأخيرة من عهد والده، الملك بوميبول، مثّل فاجيرالونغكورن منصب والده في احتفال الحراثة الملكية السنوية، وهي مناسبة تعني الكثير للمزارعين التايلانديين باعتبارها إحدى الممارسات المبكّرة في البلاد ضمن مجال علم أمراض النباتات. كان فاجيرالونغكورن على دراية تامة بأهمية الكفاءة الزراعية من أجل تحسين الإنتاجية، فركّز اهتمامه على النشاطات الزراعية كاملة الدورة الزراعية، وآمن أنها ستساعد في تحسين جودة حياة المزارعين الذين يؤلّفون عماد الأمة التايلاندية. ترأس فاجيرالونغكورن الاحتفال وشارك فيه بصفته الرسميّة منذ أن أصبح ملكًا.
في ذكرى تأسيسه وزارة زراعة الأرز، أطلق فاجيرالونغكورن 5 أنواعٍ جديدة من أصناف الأرز، واستمرّ في رعاية منافسات أصناف الأرز الملكي، وهو تقليد بدأ منذ عهد سلفه راما الخامس.

### حياته
تزوج ماها فاجيرالونجكورن من الأميرة سومسوالي وله منها بنت واحدة هي الأميرة باجراكيتيابها (ولدت عام 1978)، وفي نفس العام بدأ بالعيش مع الممثلة بولبراسيرث يوفاديدا والتي أنجب منها عدة أبناء من البنات وولد واحد هو الأمير راسميجوتي ديبانجكورن المولود في 29 أبريل 2005.

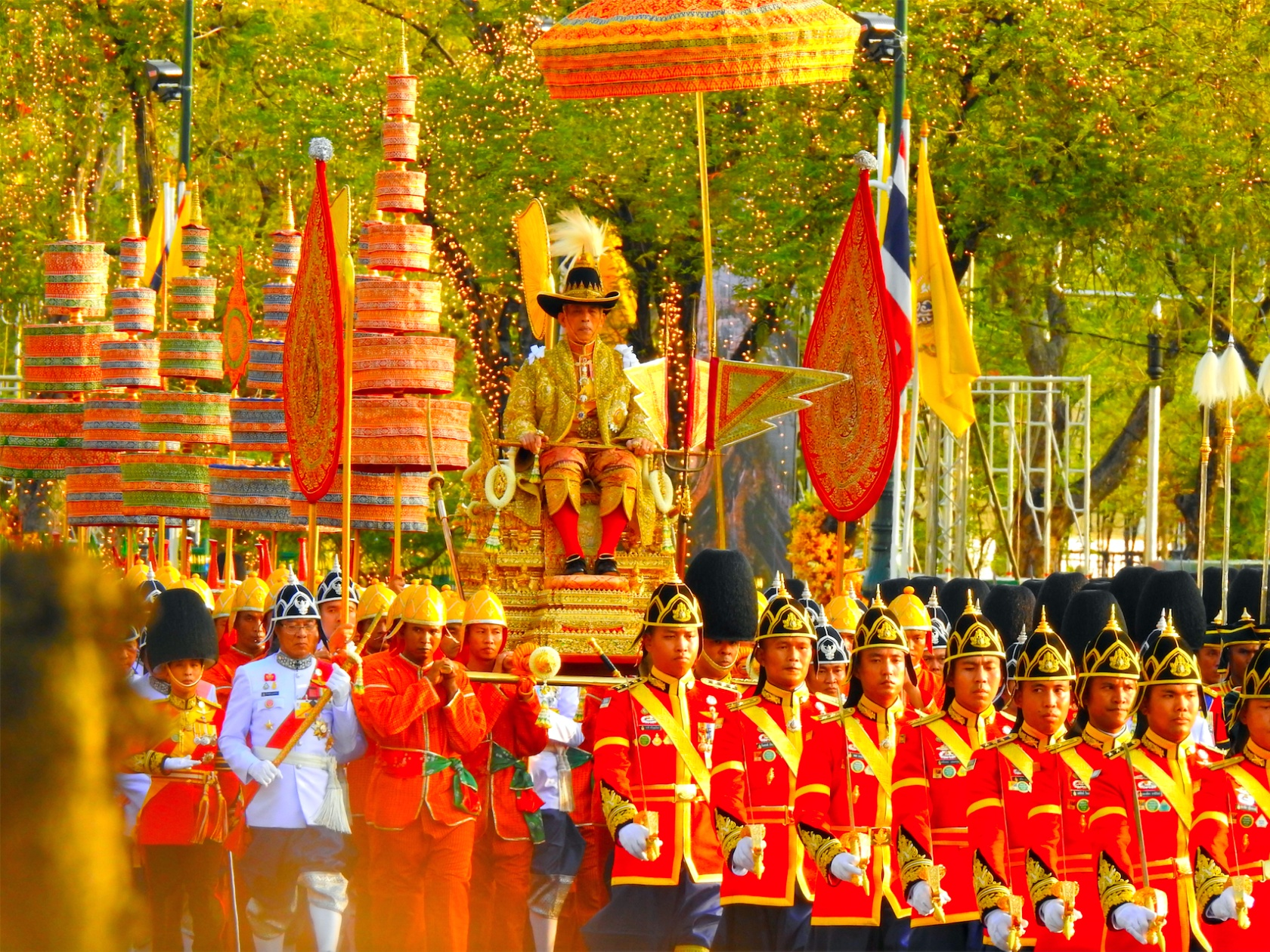
تتويج الملك راما إكس 2562 (2019 م)

### روابط خارجية
- فاجيرالونغكورن على موقع مونزينجر (الألمانية)